# Erdbeertorte

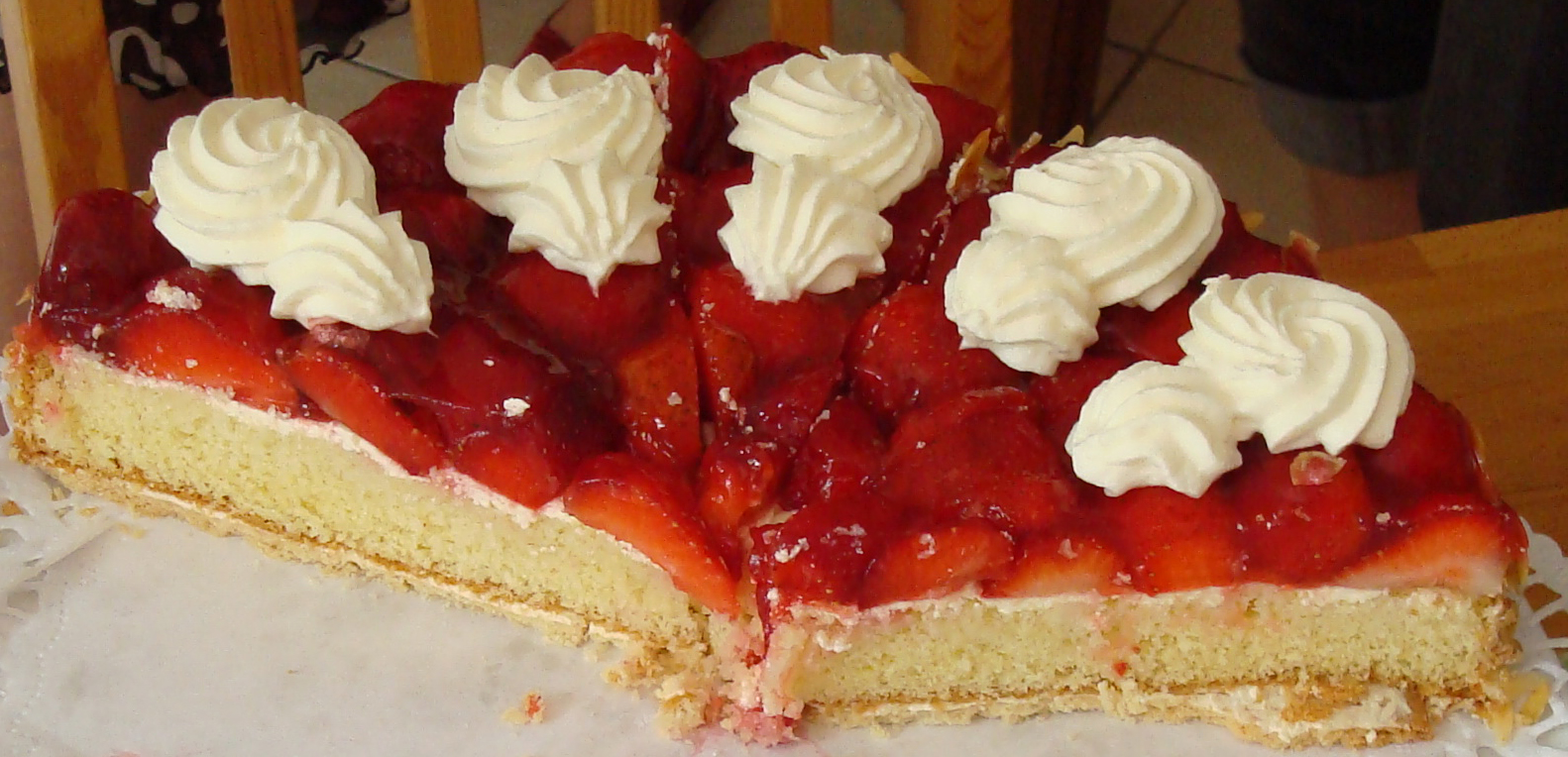
Erdbeertorte mit Schlagsahnegarnitur (nach verbreitetem Konditorrezept)

Eine Erdbeertorte (umgangssprachlich auch Erdbeerkuchen) ist eine der klassischen Obsttorten mit Früchten und Tortenguss, die in vielen Varianten zubereitet wird und deren Belag hauptsächlich aus Erdbeeren besteht. Sie kommt außer in den deutschsprachigen Ländern unter anderem in Frankreich, Großbritannien, Polen und Russland vor. Es werden immer frische Erdbeeren oder Erdbeerstückchen verwendet, die dicht gepackt und flächendeckend auf einen Teigboden aufgebracht und mit Tortenguss fixiert werden. Erdbeertorte wird oft mit Schlagsahne serviert.

## Herstellung

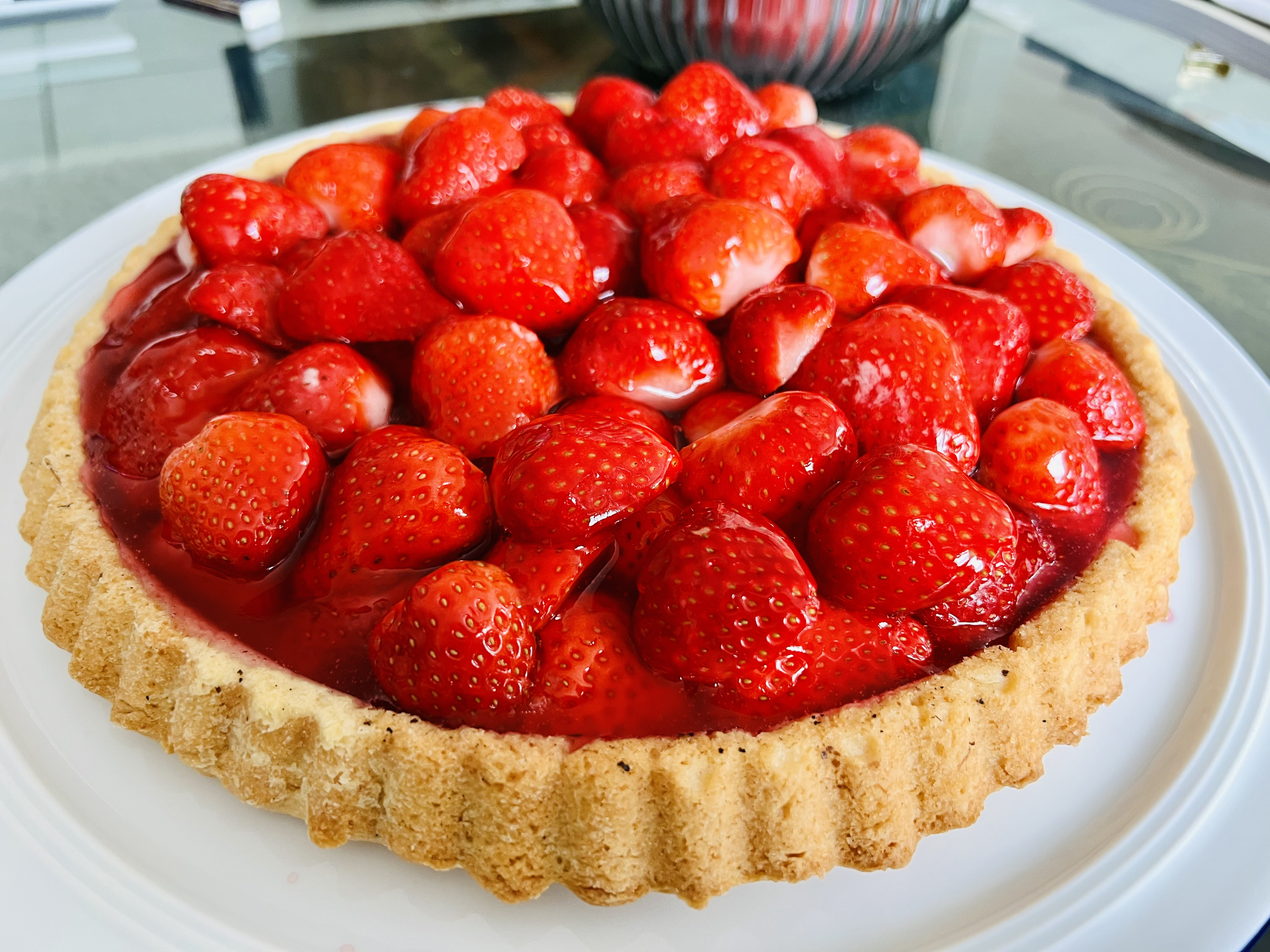
Typischer deutscher Erdbeerboden aus Mürbeteig

Üblich sind verschiedene Grundvarianten, die jedoch vielfältig abgewandelt werden:
- Grundlage ist ein Mürbeteigboden, der mit Konfitüre bestrichen wird, worauf eine Schicht Biskuit gelegt wird. Darauf werden die Erdbeeren arrangiert.
- Die Erdbeeren werden direkt auf einem Boden arrangiert. Dabei handelt es sich oft um einen Biskuit-, Mürbeteig- oder Wiener Boden.  Als Trennschicht, um ein Durchweichen des Bodens zu verhindern und den Geschmack zu verbessern, wird vorher oft eine Schicht aus Schlagsahne, Creme oder Pudding aufgezogen.

Die Früchte werden mit Tortenguss fixiert, dessen Geschmack durch Zubereitung mit Fruchtsaft aus eingezuckerten Erdbeeren verfeinert werden kann.
- Erdbeerstücke in einer Masse aus Sahne oder Creme werden zwischen Bodenschichten eingebettet und/oder als Masse auf den Boden aufgebracht. Die Erdbeertorte wird dann auch als Erdbeersahnekuchen, Erbeerbiscuit oder Erdbeerrolle oder gefüllte Torte bezeichnet. Diese Varianten stellen den Übergang von der Fruchttorte zur Sahne- oder auch Cremetorte dar.

Während in privater Herstellung runde Erdbeertorten überwiegen, werden gewerbliche Erdbeertorten meist auf rechteckigen Backblechen gefertigt und die Stücke als Erdbeerschnitten verkauft.

## Rekorde
Durch ihre Beliebtheit ist die Erdbeertorte oft Mittel für Rekordversuche, auch in Deutschland. 2001 wurde in Kiel für karitative Zwecke ein 120 m langer Erdbeerkuchen verkauft. In Dresden wurde 2002 eine runde Erdbeertorte mit 1,80 m Durchmesser gefertigt und in Leipzig  2009 ein 100 m langer Erdbeerkuchen zugunsten von Hilfsprojekten verkauft. Ebenfalls für einen wohltätigen Zweck wurde im August 2008 in Kiel ein 150 Meter langer Erdbeerkuchen von der Küchenmannschaft des Steigenberger Conti Hotels gebacken und anschließend verkauft. Der größte Erdbeerkuchen Frankens wurde von einer Bubenreuther Bäckerei anlässlich der 6. Erlanger Verbraucherberatertage 2009 gebacken. Er konnte in über 2000 Einzelstücken zu einem wohltätigen Zweck verkauft werden. Der laut der Fachzeitschrift AHGZ größte Erdbeerkuchen Hessens wurde im Juni 2010 in einem Frankfurter Hotel der Best-Western-Gruppe hergestellt. Er bestand aus 500 Kilogramm Erdbeeren sowie 360 Litern Guss und hatte eine Gesamtlänge von 60 Metern.

## Galerie

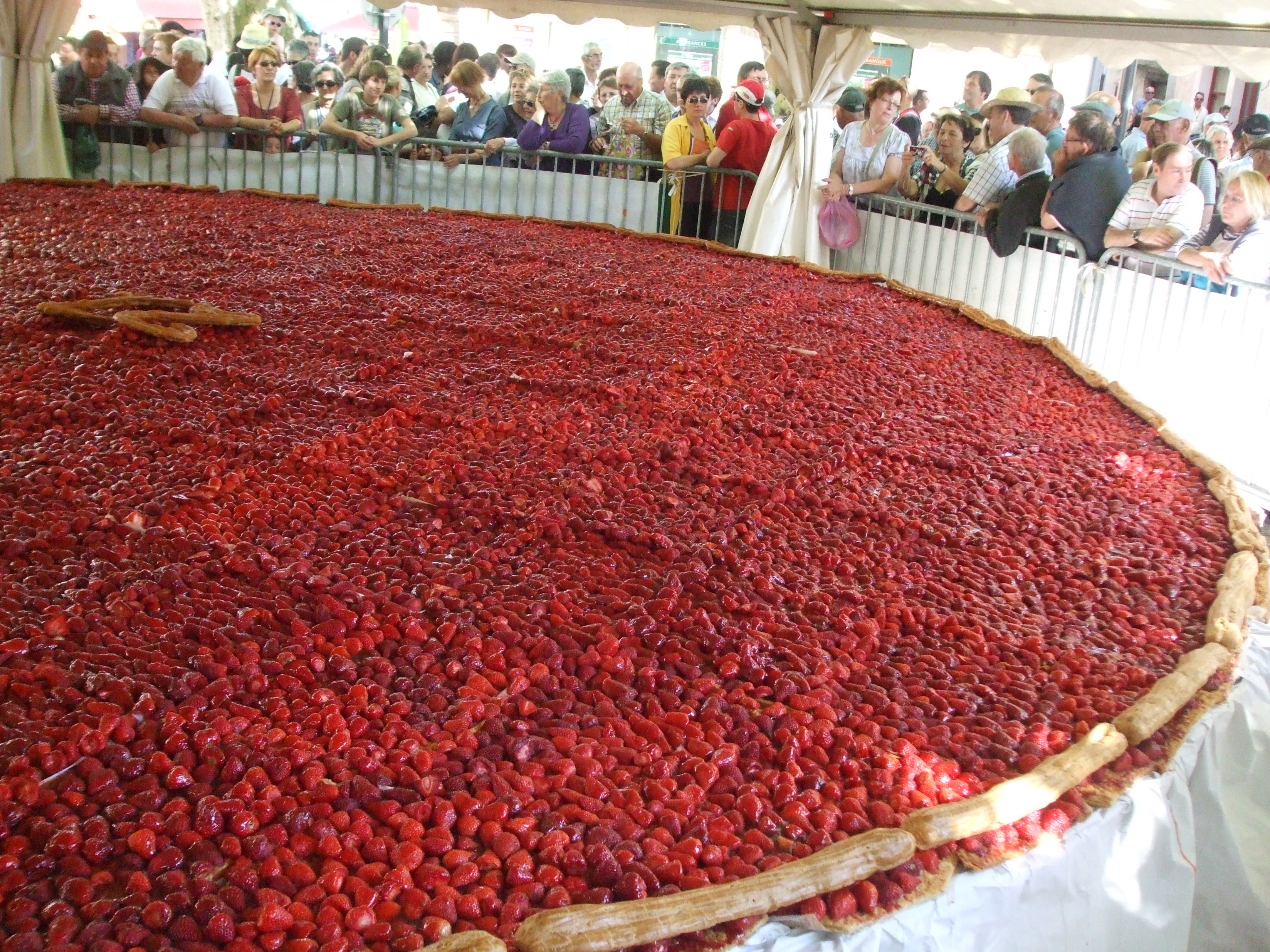
Runde Riesen-Erdbeertorte mit 8 m Durchmesser
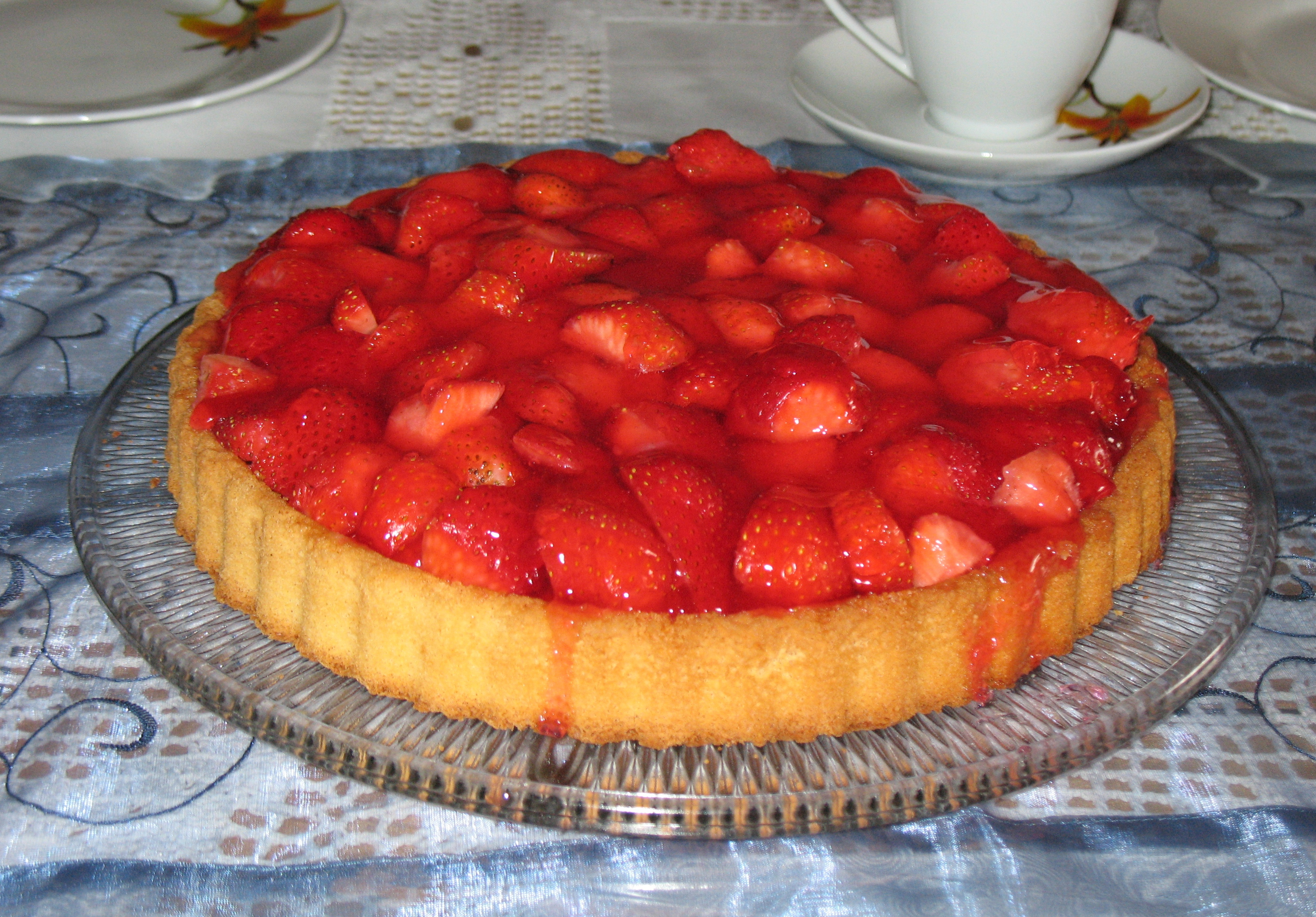
Einfache Erdbeertorte
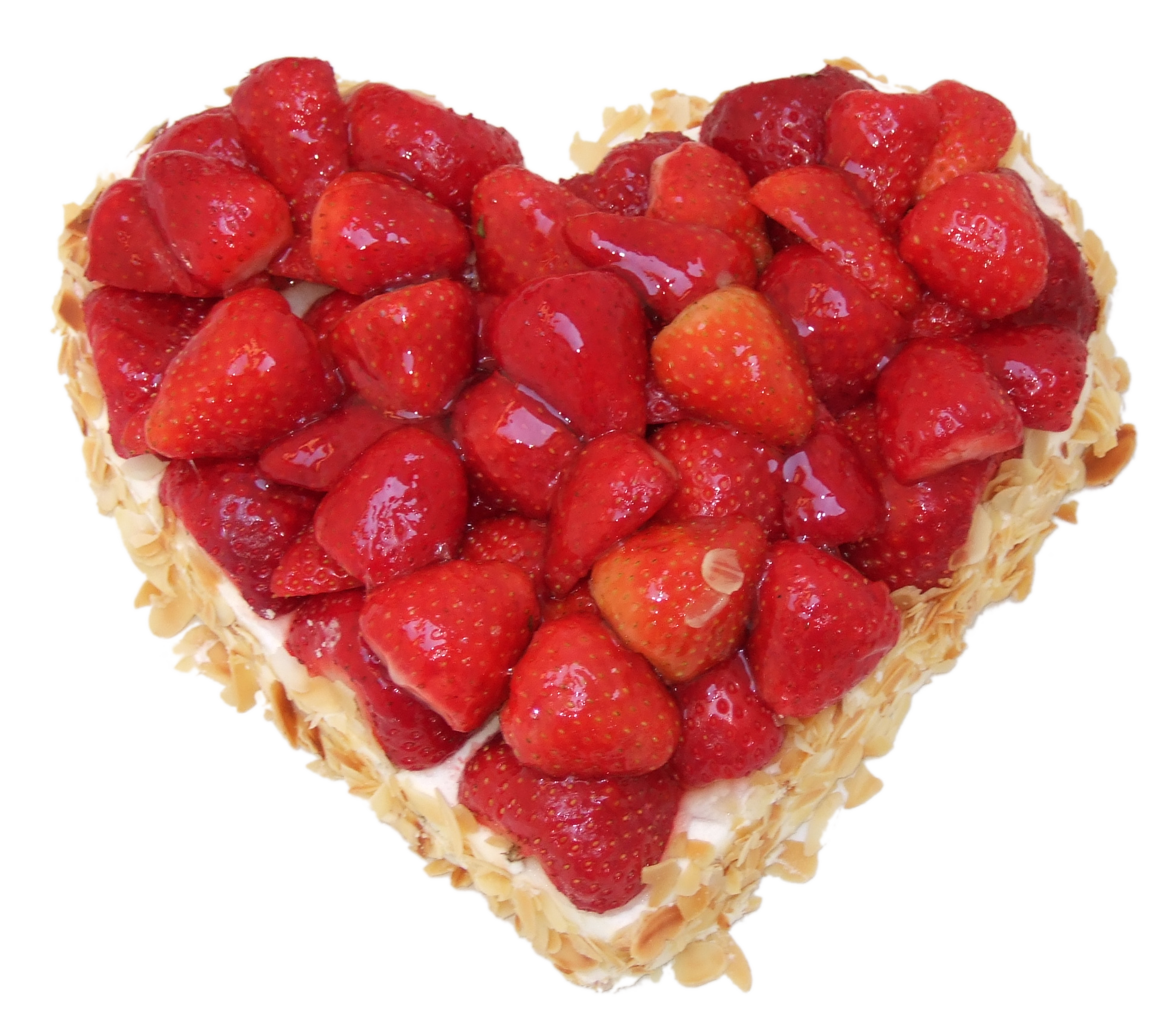
Erdbeertorte in Herzform
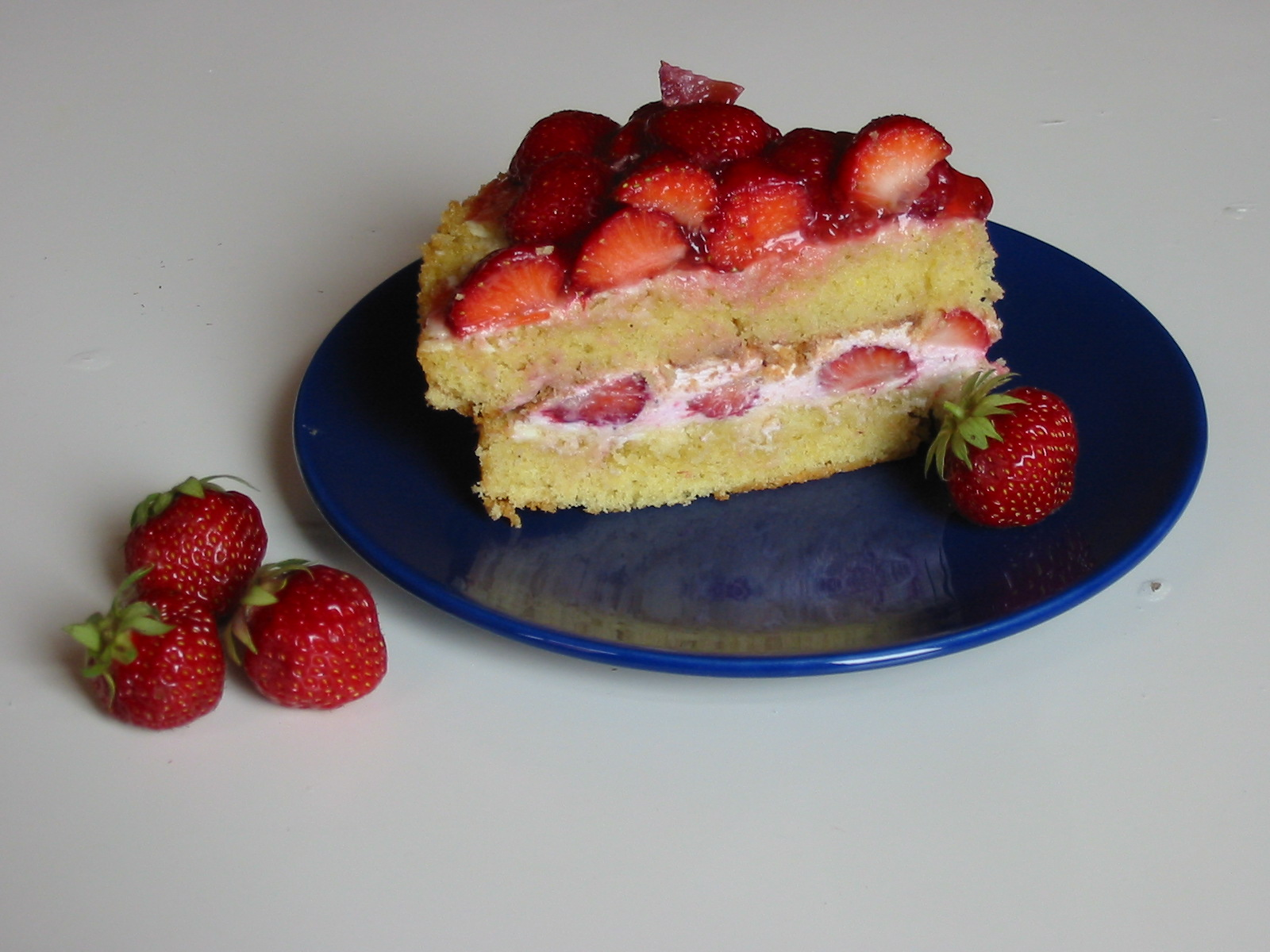
Gefüllte Erdbeertorte
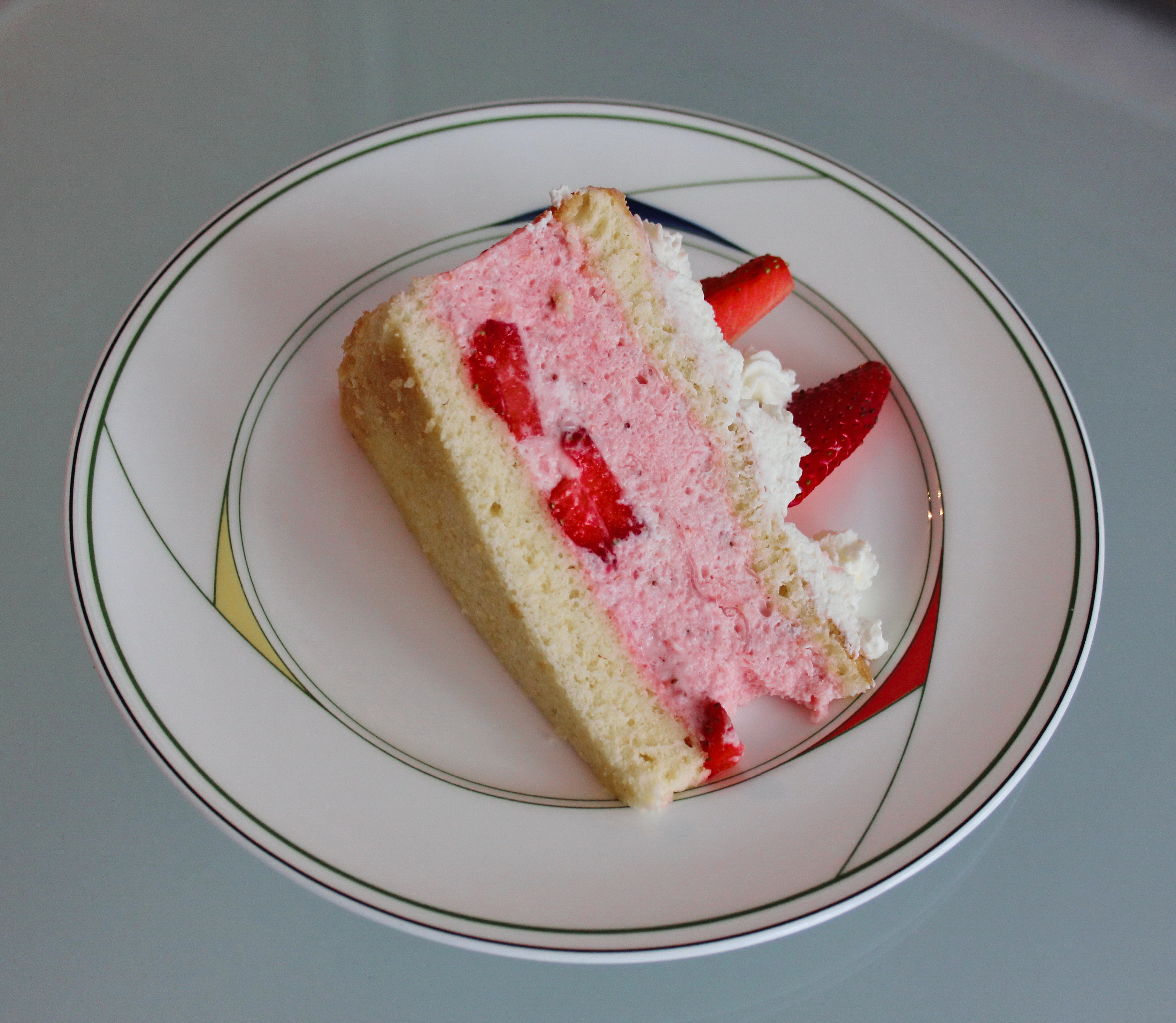
Stück einer Erdbeertorte
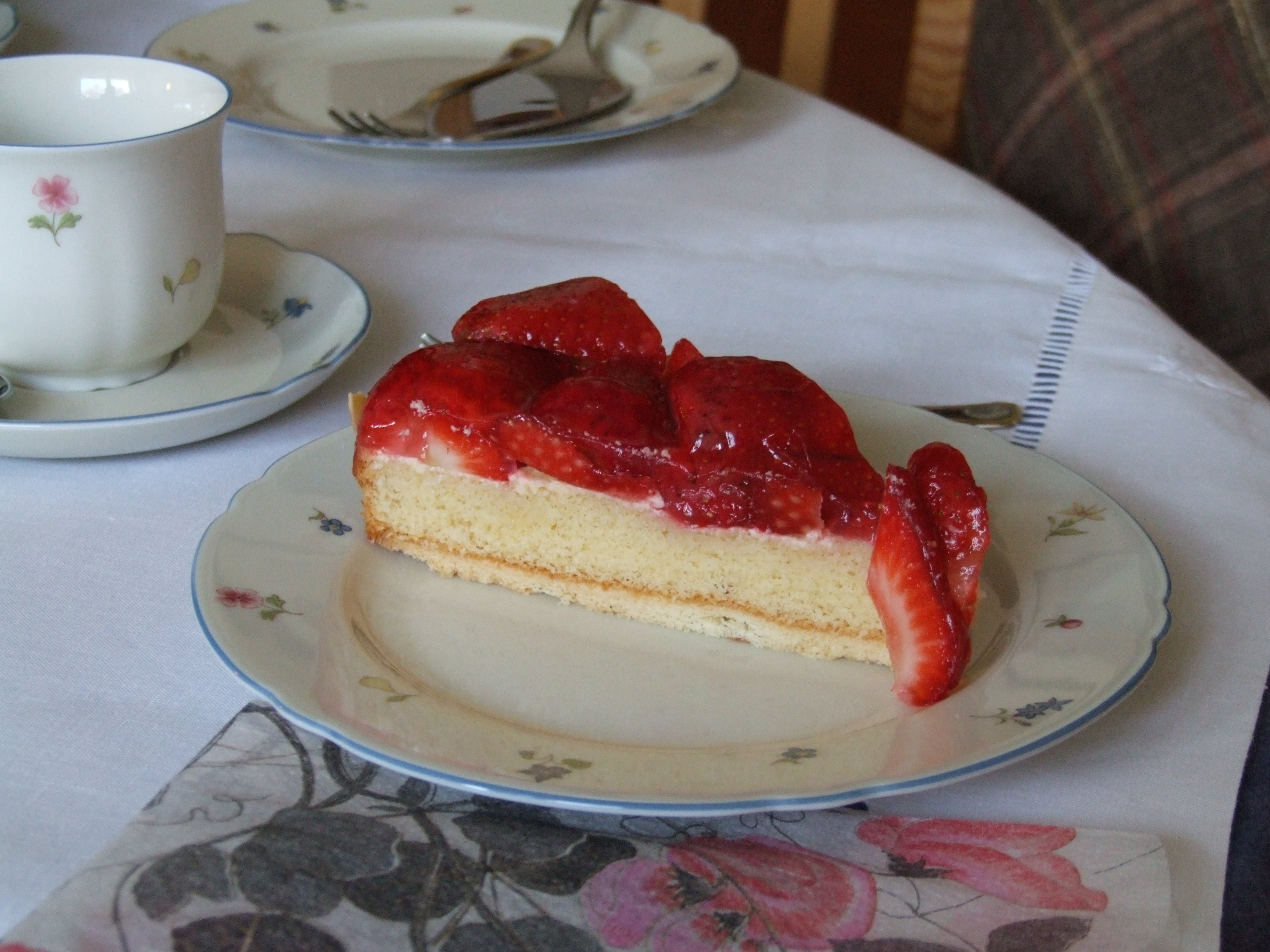
Erdbeertorte auf der Kaffeetafel